# کارو ساسونی
کارو ساسونی (ارمنی: Կարո Սասունի; انگلیسی: Garo Sassouni; زاده ۱۸۸۹ – درگذشته ۱۹۷۷) یک روشنفکر، نویسنده، روزنامه‌نگار، انقلابی، آموزگار و چهره اجتماعی ارمنی بود.

## زندگی‌نامه
وی با نام اصلی آهارون ساسونی (به انگلیسی: Aharonk of Sassoun) در ۱۸۸۹ در بیروت به دنیا آمد. وی از آشنایان مبارز سرشناس جنبش آزادی‌بخش ملی ارمنی، هرایر دژوغک بود. وی در رشته حقوق از دانشگاه استانبول فارغ التحصیل شد. وی به صورت فعالانه در جنبش آزادی‌بخش ملی ارمنی شرکت نمود. وی عضو پارلمان اولین جمهوری ارمنستان شد. وی در ۱۹۷۷ در سن ۸۸ سالگی در بیروت درگذشت.